# Soukenná
Soukenná (historyczna nazwa niem. Tuchlahn) – szczyt (góra) o wysokości 1026 m n.p.m. (podawana jest też wysokość 1021 m n.p.m. , 1021,9 m n.p.m., 1022,0 m n.p.m.  lub 1024,0 m n.p.m. ), w paśmie górskim Wysokiego Jesionika (cz. Hrubý Jeseník), w północno-wschodnich Czechach, w Sudetach Wschodnich, na Morawach, w obrębie gminy Stará Ves, oddalony o około 8,1 km na południe od szczytu góry Pradziad (cz. Praděd). Jest jednym z niższych tzw. tysięczników (szczytów o wysokości ponad 1000 m n.p.m.). Rozległość góry (powierzchnia stoków) szacowana jest na około 4,1 km², a średnie nachylenie wszystkich stoków wynosi około 8°.

## Charakterystyka

### Lokalizacja
Góra Soukenná położona jest w południowym rejonie całego pasma Wysokiego Jesionika, leżąca  w części Wysokiego Jesionika, w południowo-wschodnim obszarze (mikroregionu) o nazwie Masyw Pradziada (cz. Pradědská hornatina), leżąca na południowej, bocznej gałęzi (w ciągu szczytów: Jelenka → Jelenec → Soukenná → Pod doly → Štěrkovec → Štěrkovec–J → Hříbovec), jego grzbietu głównego (grzebieniu), ciągnącego się od przełęczy Červenohorské sedlo do przełęczy Skřítek. Charakterystyczną cechą góry jest jej niemalże prosty grzbiet szczytowy o długości około 900 m, biegnący na kierunku północny zachód – południowy wschód. Z uwagi na swoje położenie oraz wysokość jest praktycznie rozpoznawalna jedynie z jej najbliższej okolicy, z odkrytych miejsc w okolicy osady Nová Ves. Dobrze widoczna ze zbudowanej tam w 2014 roku wieży widokowej o wysokości 31,3 m oraz pobliskiego punktu widokowego na szczycie góry Novoveský vrch. Ponadto można ją dostrzec z głównej ścieżki grzbietowej blisko szczytu Malý Maj–SZ, ale wtedy łatwo ją pomylić z sąsiednim szczytem Jelenec. Z innych pobliskich miejsc jest z uwagi na zalesienie – niewidoczna i nierozpoznawalna. Z drogi okalającej połać szczytową góry Pradziad jest niewidoczna, bo przysłonięta przez górę Vysoká hole, a z innego charakterystycznego punktu widokowego – z drogi okalającej szczyt góry Dlouhé stráně jest również niewidoczna, bo przysłonięta górą Jelení hřbet. W rozpoznaniu najlepiej posiłkować się dostępnymi mapami ułatwiającymi jej bliższą lokalizację.
Górę ograniczają: od północnego zachodu mało wybitna przełęcz o wysokości 1020 m n.p.m. w kierunku szczytu Jelenec, od północnego wschodu przełęcz Mravencovka w kierunku szczytu Klobouk, od wschodu dolina potoku o nazwie Mlýnský potok, od południowego wschodu dwie przełęcze, pierwsza o wysokości 857 m n.p.m. w kierunku szczytu Pod doly–SV i druga o wysokości 867 m n.p.m. w kierunku szczytu Pod doly, od południa krótki, nienazwany potok, będący dopływem potoku o nazwie Stříbrný potok oraz południowego zachodu dolina potoku Stříbrný potok. W otoczeniu góry znajdują się następujące szczyty: od północnego zachodu Ztracené kameny, Pec, Pecný, Jelenka i Jelenec, od północnego wschodu Smolny vrch i Klobouk, od wschodu V javořinách i Solný vrch, od południowego wschodu Pod doly–SV, Pod doly i Sutě, od południa Ostroh–S i Ostroh–SV, od południowego zachodu Ptačník, Ptačník–SZ, Vidlák (trzy ostatnie szczyty leżą w paśmie Hanušovická vrchovina), Kamenec (2) i Ostružná oraz od zachodu Zelené kameny.    

### Stoki
W obrębie góry można wyróżnić pięć następujących zasadniczych stoków :
- północno-wschodni o nazwie V kališti
- wschodni o nazwie Pod Soukennou
- południowo-wschodni o nazwie Kutiště
- południowy o nazwie Josefinka
- południowo-zachodni

Występują tu wszystkie typy zalesienia: bór świerkowy, las mieszany oraz las liściasty, przy czym dominuje zalesienie gęstym borem świerkowym. Na wszystkich stokach poza borem świerkowym, występują – oprócz stoków północno-wschodniego i południowo-wschodniego – wraz z obniżaniem wysokości obszary lasu mieszanego, a na stoku południowo-zachodnim nawet połacie lasu liściastego. Na wszystkich stokach występują polany, a na niektórych nieznaczne przerzedzenia. W odległości około 400 m na południowy wschód od szczytu (stok południowo-wschodni) położone są dwa pojedyncze większe skaliska . Ponadto na stoku południowo-zachodnim, blisko płynącego potoku o nazwie Stříbrný potok, na wysokości około 810 m n.p.m. występuje skalisko o nazwie Liščí kámen z urwiskami ścian skalnych o wysokości (15–20) m. Blisko niego na tym stoku – poniżej – na wysokości około 800 m n.p.m. położona jest grupa skalna, przy której występuje obszar głazowisk. Ponadto na stoku południowo-wschodnim, w odległości około 900 m na południowy wschód od szczytu, na wysokości około 875 m n.p.m., w pobliżu przebiegającego niebieskiego szlaku rowerowego  znajdowała się nieistniejąca strzelnica sportowa, której obszar obecnie jest już częściowo zalesiony.
Stoki mają stosunkowo jednolite, łagodne i mało zróżnicowane nachylenia. Średnie nachylenie stoków waha się bowiem od 7° (stok południowo-wschodni) do 11° (stok południowo-zachodni). Średnie nachylenie wszystkich stoków góry (średnia ważona nachyleń stoków) wynosi około 8°. Maksymalne średnie nachylenie stoku południowo-zachodniego, na wysokościach około 830 m n.p.m., przy skalisku Liščí kámen, na odcinku 50 m nie przekracza 30°. Stoki pokryte są siecią dróg oraz na ogół nieoznakowanych ścieżek i duktów. Przemierzając je zaleca się korzystanie ze szczegółowych map, z uwagi na zawiłości ich przebiegu, zalesienie oraz zorientowanie w terenie.

#### Nieczynne stanowiska górnicze
W odległości około 730 m na południowy wschód od szczytu (stok południowo-wschodni) na wysokości ponad 800 m n.p.m. znajdują się nieczynne stanowiska górnicze o nazwie (cz. Boží Dar) zlokalizowane na obszarze powierzchni o wymiarach około (500 × 400) m. Była to historycznie największa kopalnia galeny srebrnonośnej i sfalerytu (ruda cynku) na północnych Morawach. Wydobycie jej prawdopodobnie rozpoczęto już w XII wieku, a zakończono w 1959 roku. Po istniejących stanowiskach pozostały doły zabezpieczone balustradami oraz tablicami informującymi o zakazie wstępu.

### Szczyt

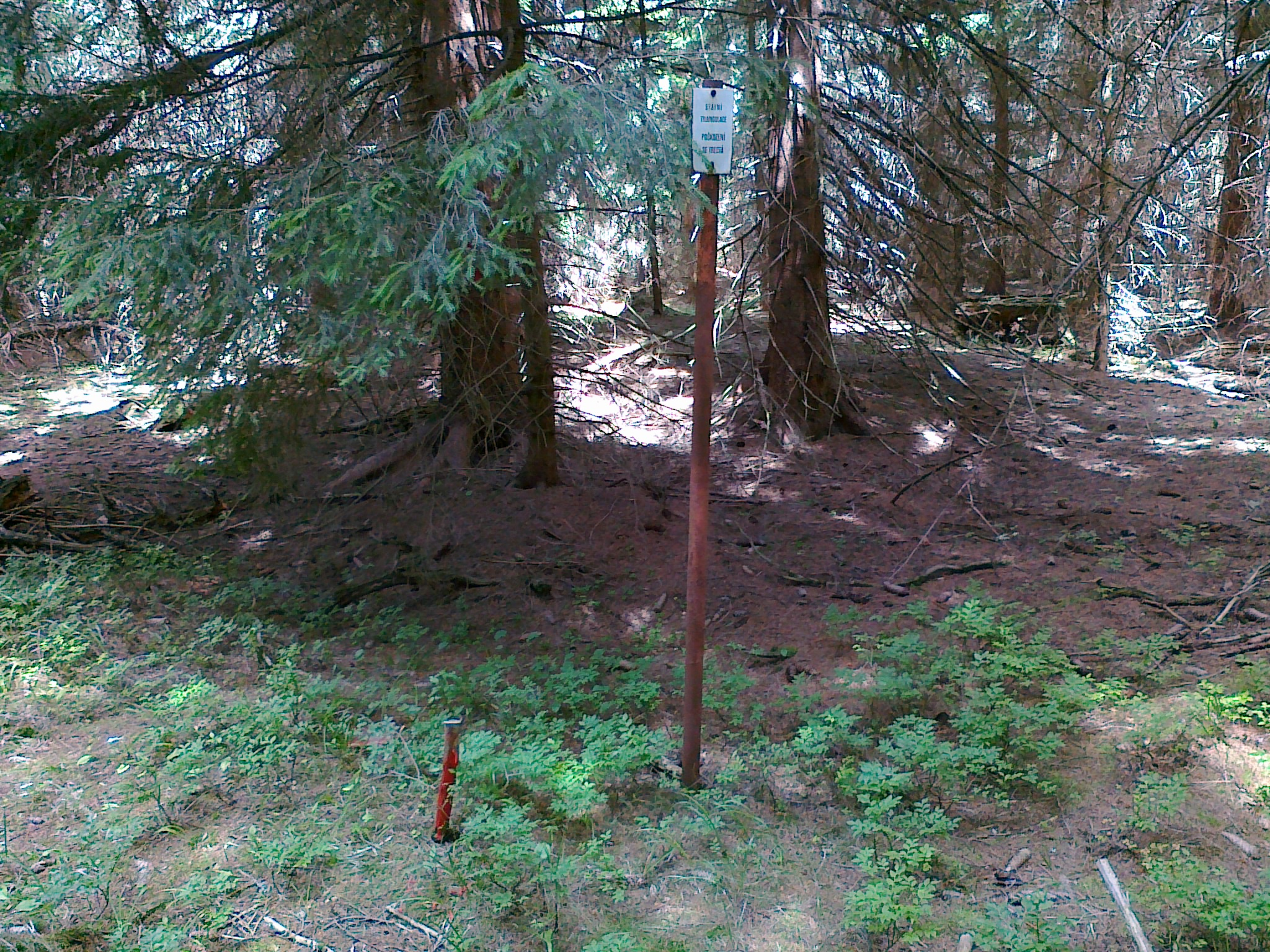
Główny punkt geodezyjny na górze Soukenná (2019 rok)

Soukenná jest górą o pojedynczym szczycie. Na szczyt nie prowadzi żaden znakowany szlak turystyczny. Przez prawie wypłaszczoną kilkusetmetrową, o długości około 700 m połać szczytową przebiega nieoznakowana główna ścieżka grzbietowa do szczytu Jelenec oraz dalej do zielonego szlaku turystycznego  i skrzyżowania turystycznego Alfrédka. Szczyt znajduje się wśród zalesienia boru świerkowego  i z tego powodu nie jest on punktem widokowym. Główny punkt geodezyjny, oznaczony na mapach geodezyjnych numerem (19.), o wysokości 1021,94 m n.p.m. oraz współrzędnych geograficznych (50°00′30,50″N 17°14′31,06″E/50,008472 17,241961), z widocznym koło niego zamontowanym stalowym słupkiem, na którym umieszczono u góry stalową tabliczkę z napisem (cz. Státní triangulace Poškození se trestá), położony jest blisko głównej ścieżki grzbietowej i zlokalizowany w odległości około 230 m na południowy wschód od szczytu. Państwowy urząd geodezyjny o nazwie (cz. Český úřad zeměměřický a katastrální (CÚZK)) w Pradze podaje jako najwyższy punkt góry – szczyt – o wysokości 1025,8 m n.p.m. i współrzędnych geograficznych (50°00′36,5″N 17°14′24,2″E/50,010139 17,240056). Na niektórych mapach przyjęto jako szczyt góry położenie głównego punktu geodezyjnego – stąd rozbieżności dotyczące jego usytuowania .
Dojście do szczytu następuje ze skrzyżowania turystycznego o nazwie Mravencovka, przez który przechodzi zielony szlak turystyczny  w kierunku skrzyżowania turystycznego o nazwie Alfredká. Należy z niego przejść tym szlakiem odcinek o długości około 1,9 km, a następnie należy skręcić w lewo na nieoznakowaną ścieżkę, którą należy przejść odcinek o długości około 1,4 km dochodząc orientacyjnie w ten sposób do połaci szczytowej. W dojściu do szczytu najlepiej posiłkować się szczegółowymi mapami ułatwiającymi orientację w terenie.

### Geologia
Pod względem geologicznym masyw góry Soukenná należy do jednostki określanej jako warstwy vrbneńskie i zbudowany jest ze skał metamorficznych, głównie: fyllitów (biotytów, chlorytów, muskowitów), łupków łyszczykowych (również w połączeniu z grafitem), łupków zieleńcowych, kwarcytów, porfiroidów, skał osadowych, głównie: zlepieńców, tufów trachitowych oraz skał magmowych, głównie meta-diabazów.
Masyw góry był już od XII wieku przedmiotem poszukiwania i wydobycia rud metali czy minerałów szlachetnych. Późniejsze badania geologiczne terenów wydobywczych (stok południowo-wschodni) określiły grubość strefy żył na około 80 m, z elementami zmineralizowanych części (0,1–3) m. Długość warstwy struktury rudy określono na około 800 m. Ostatnia wydobyta w latach 1954–1959 ruda zawierała: ołów – 3%, cynk – 6% i srebro 50 g/t ze szczątkowymi ilościami miedzi i złota. W odpadach wykryto magnez–syderyt i ankeryt. Głównymi siarczkami rudy były sfaleryt i galena, którym towarzyszyły: chalkopiryt, piryt, tetraedryt, bournonit oraz boulangeryt i czyste złoto. Warto dodać, że było to jedyne znaczące złoże rud ołowiu i cynku w Jesionikach (cz. Jeseníky).

### Wody
Grzbiet główny (grzebień) góry Pradziad, biegnący od przełęczy Skřítek do przełęczy Červenohorské sedlo oraz dalej do przełęczy Ramzovskiej (cz. Ramzovské sedlo) jest częścią granicy Wielkiego Europejskiego Działu Wodnego, dzielącej zlewiska Morza Bałtyckiego i Morza Czarnego . 
Szczyt wraz ze stokami położony jest na południowy wschód od tej granicy, należy więc do zlewni Morza Bałtyckiego, do którego płyną wody m.in. z dorzecza rzeki Odry, będącej przedłużeniem płynących z tej części Wysokiego Jesionika górskich potoków (m.in. płynących w pobliżu góry potoków o nazwie Mlýnský potok czy Stříbrný potok). Ze stoku południowego i południowo-zachodniego bierze swój początek kilka krótkich, nienazwanych potoków będących dopływami wspomnianego wcześniej potoku o nazwie Stříbrný potok. Na stoku południowym, na wysokościach około (780–800) m n.p.m. występuje obszar bagienny. Z uwagi na stosunkowo łagodne nachylenia stoków, w obrębie góry nie występują m.in. wodospady czy kaskady. Ponadto w obrębie góry występuje kilka źródeł.
| Źródła na stokach góry Soukenná |                       |                           |                               |                                           |
| Lp.                             | Źródło (oznaczenie)   | Odległość od szczytu m    | Wysokość bezwzględna m n.p.m. | Współrzędne geograficzne                  |
| 1                               | Malá Zmijovka (14825) | 1200 na południowy wschód | 835                           | 50°00′20″N 17°15′20″E/50,005556 17,255556 |
| 2                               | Nad Zmijovkou (10069) | 1110 na południowy wschód | 850                           | 50°00′19″N 17°15′14″E/50,005278 17,253889 |
| 3                               | U Zmijovky (10068)    | 1410 na południowy wschód | 805                           | 50°00′22″N 17°15′32″E/50,006111 17,258889 |

## Ochrona przyrody
Cała góra znajduje się w obrębie wydzielonego obszaru objętego ochroną o nazwie Obszar Chronionego Krajobrazu Jesioniki (cz. Chráněná krajinná oblast (CHKO) Jeseníky), a utworzonego w celu ochrony utworów skalnych, ziemnych i roślinnych oraz rzadkich gatunków zwierząt. Na stokach nie utworzono żadnych rezerwatów przyrody lub innych obiektów nazwanych pomnikami przyrody. Ponadto na obszarze góry nie wytyczono żadnych ścieżek dydaktycznych.

## Turystyka
W obrębie góry nie ma żadnego schroniska lub hotelu górskiego. Do najbliższej miejscowości Malá Morávka z bazą turystyczną hoteli i pensjonatów jest od szczytu około 5,5 km w kierunku wschodnim, do miejscowości Stará Ves z bazą pensjonatów jest od szczytu również około 5,5 km w kierunku południowym, a do miejscowości Dolní Moravice z bazą pensjonatów jest od szczytu około 6 km w kierunku południowo-wschodnim.
Warto dodać, że w odległości około 1,4 km na południowy wschód od szczytu, na stoku wschodnim, przy żółtym szlaku turystycznym , na wysokości około 805 m n.p.m. położona jest chata o nazwie (cz. Zmijovka), ale nie ma ona charakteru typowego schroniska turystycznego, a którą zalicza się do tzw. chat łowieckich.
Kluczowym punktem turystycznym jest skrzyżowanie turystyczne położone w odległości około 1 km na północny wschód od szczytu na przełęczy Mravencovka, o nazwie (cz. Mravencovka) z podaną na tablicy informacyjnej wysokością 893 m, przy którym postawiono wiatę turystyczną oraz przez które przechodzą szlaki turystyczne, szlak rowerowy i trasy narciarstwa biegowego. 

### Szlaki turystyczne
Klub Czeskich Turystów (cz. Klub Českých Turistů) wytyczył w obrębie góry trzy szlaki turystyczne, które fragmentarycznie przebiegają u podnóży stoków na trasach:
 Karlov pod Pradědem – góra V javořinách – góra Klobouk – góra Soukenná – Pod doly–SV – góra Štěrkovec – Sutě – Sutě–JZ – góra Ostroh – Stará Ves – U Škaredé jedle
 Malá Morávka – Karlov pod Pradědem – góra Klobouk – przełęcz Mravencovka – Jelenec – góra Jelenka – przełęcz Mravenčí sedlo – góra Ostružná – Kamenec (2) – Žďárský Potok – góra Výhledy – góra Kamenná hora – Bedřichov
 Jelení – góra Klobouk – góra Soukenná – przełęcz Mravencovka

### Szlaki rowerowe oraz trasy narciarskie
Przez stoki wyznaczono jeden szlak rowerowy na trasie:
 Malá Morávka – Karlov pod Pradědem – dolina potoku Kotelný potok – góra Smolný vrch – przełęcz Mravencovka – góra Soukenná – Pod doly–SV – dolina potoku Stříbrný potok – Stará Ves – Rýmařov
Na stokach góry Soukenná nie poprowadzono żadnej trasy narciarstwa zjazdowego. W okresach ośnieżenia można skorzystać z wytyczonych wzdłuż szlaków turystycznych, szlaku rowerowego i niektórych ścieżek tras narciarstwa biegowego. 
 Nad Karlovem – góra Klobouk – przełęcz Mravencovka – Jelenec – góra Jelenka – Alfrédka – góra Břidličná hora – góra Pecný – Zelené kameny – Skřitek
 Malá Morávka – góra Kopřivná – Kámen svobody–JV – Karlov pod Pradědem – góra Klobouk – przełęcz Mravencovka – góra V javořinách – góra Solný vrch – Malá Morávka